# ピッツバーグ郡 (オクラホマ州)
座標: 北緯34度58分 西経95度45分 / 北緯34.97度 西経95.75度
ピッツバーグ郡（英: Pittsburg County）は、アメリカ合衆国のオクラホマ州にある郡。人口は43,953人（2000年）。郡庁所在地はマッカレスター (McAlester)。

## 歴史
ピッツバーグ郡は1907年7月16日、チョクトー族の土地から組織された。ピッツバーグという郡の名は、この地に入植した最初の開拓者がペンシルベニア州のピッツバーグ出身だったことにちなむ。

## 地理
アメリカ合衆国国勢調査局によると、この郡は総面積3,569 km2 (1,378 mi2) である。このうち3,382 km2 (1,306 mi2)が陸地で、総面積のうち5.22%にあたる186 km2 (72 mi2) は湖沼などの水面である。

### 幹線道路
- 国道69号線
- 国道270号線
- 州道1号線
- 州道9号線
- 州道31号線
- 州道63号線
- 州道113号線

### 隣接する郡
- マッキントッシュ郡（北）
- ハスケル郡（北東）
- ラティマー郡（東）
- プッシュマタハ郡（南東）
- アトカ郡（南）
- コール郡（南西）
- ヒューズ郡（西）

## 人口動静

2000年の時点での郡の人口ピラミッド

2000年国勢調査によると、ピッツバーグ郡には43,953人、17,157世帯、及び11,941家族が暮らしている。人口密度は13/km2 (34/mi2) で、6/km2 (16/mi2) の平均的な密度に21,520軒の住居が建っている。この郡の人種の構成は白人77.20%、黒人（アフリカ系アメリカ人）4.02%、先住民12.50%、アジア系0.27%、太平洋諸島系0.03%、その他の人種0.78%、及び混血5.20%で、2.14%の人々がヒスパニックまたはラテン系である。郡民のうち16.7%がアメリカ系、11.3%がアイルランド系、10.0%がドイツ系、8.5%がイングランド系、5.4%がイタリア系の移民の子孫である。
ピッツバーグ郡に住む17,157世帯のうち、29.00%は18歳未満の子どもと暮らしており、54.90%は夫婦で生活している。11.20%は未婚の女性が世帯主であり、30.40%は家族以外の住人と同居している。27.70%は独居で、全世帯の13.30%は65歳以上の独居老人世帯である。1世帯あたりの平均人数は2.40人であり、家庭の場合は2.90人である。
郡の住民は23.50%が18歳未満の子どもで、18歳以上24歳以下が7.80%、25歳以上44歳以下が26.90%、45歳以上64歳以下が24.60%、および65歳以上が17.10%となっている。平均年齢は39歳である。女性100人ごとに対して男性は101.50人いて、18歳以上の女性100人ごとに対して男性は100.10人いる。
郡の世帯ごとの平均収入は28,679米ドルで、家族ごとでは35,190米ドルである。男性の28,470米ドルに対して女性は19,886米ドルの平均的な収入がある。この郡の一人当たりの収入 (per capita income) は15,494米ドルである。総人口の17.20%、家族の13.60%は貧困線以下である。18歳未満の子どもの22.70%及び65歳以上の13.30%は貧困線以下の生活を送っている。

## 都市および町
- マッカレスター（郡庁所在地）
- アルダーソン (en:Alderson, Oklahoma)
- アシュランド (en:Ashland, Oklahoma)
- ベイチュ (Bache)
- カナディアン (en:Canadian, Oklahoma)
- クロウダー (en:Crowder, Oklahoma)
- ヘイリーヴィル (en:Haileyville, Oklahoma)
- ハーツホーン (en:Hartshorne, Oklahoma)
- インディアノラ (en:Indianola, Oklahoma)
- キオワ (en:Kiowa, Oklahoma)
- クレブス (en:Krebs, Oklahoma)
- ロングタウン (en:Longtown, Oklahoma)
- ピッツバーグ (en:Pittsburg, Oklahoma)
- クイントン (en:Quinton, Oklahoma)
- サヴァンナ (en:Savanna, Oklahoma)

## NRHPの史跡
ピッツバーグ郡では下記の地点がアメリカ合衆国国家歴史登録財 (NRHP) に登録されている。
- ティプトン・リッジ学校（ブロッカー）
- カナディアン拘置所と馬小屋（カナディアン）
- コール礼拝学校（ハーツホーン）
- チョートの小屋（インディアノラ）
- ホーキーズ・ドラッグストア（クレブス）
- セント・ジョセフスカトリック教会（クレブス）
- オルドリッジ・ホテル（マッカレスター）
- バスビー・オフィス・ビルディング（マッカレスター）
- バスビー劇場（マッカレスター）
- 連邦政府庁舎と連邦裁判所（マッカレスター）
- 第一長老派教会（マッカレスター）
- ジェフ・リー・パーク浴場とそのプール（マッカレスター）
- メキシコ人鉱夫の集団墓地（マッカレスター）
- マッカレスター陸軍施設（マッカレスター）
- マッカレスター・デラックス（マッカレスター）
- マッカレスター・ハウス（マッカレスター）
- マッカレスター・スコティッシュ・ライト礼拝堂（マッカレスター）
- マイン・レスキュー署ビルディング（マッカレスター）
- ニュー・ステート・スクール（マッカレスター）
- OKLA劇場（マッカレスター）
- ペリーヴィル（マッカレスター）
- ピッツバーグ郡庁舎（マッカレスター）
- ブラックバーンズ・ステーション跡地（ピッツバーグ）
- ピッツバーグ学校と体育館（ピッツバーグ）
- 南部冷凍・冷蔵商会（ピッツバーグ）